# Oleúde José Ribeiro
Oleúde José Ribeiro (Conselheiro Pena, 19 settembre 1966) è un ex calciatore brasiliano, di ruolo centrocampista.